# Debhata
Debhata (en bengali : দেবহাটা) est une upazila du Bangladesh dans le district de Satkhira. En 1991, on y dénombrait 99 068 habitants.